# A Scream in the Dark
A Scream in the Dark var en dansk undergrundsmusikfestival med rødder i ikke-kommerciel musikkultur. Den blev kun afholdt to gange, i 2009 og 2010, begge gange i København..

## Historie
Festivalkonceptet var inspireret af "Nosferatu Festival", der løb af stablen i 1982 i det tidligere spillested Saltlageret i København, hvor bl.a. Sods, Before og No Knox spillede, og denne festivals efterfølgende 12" vinyl LP-udgivelse med de medvirkende bands. Konceptet blev i festivalen udvidet med andre tiltag såsom filmforevisning og foredrag.
Festivalen blev afholdt i 2009 og 2010. Det ikke-kommercielle pladeselskab Red Tape (ophørt 2012) stod for festivalen og udsendte efter hver festival en 12" vinyl udgivelse med 1-2 numre med hvert af de medvirkende bands.

### Festivalen 2009
I 2009 blev festivalen afholdt i Huset i Magstræde, København, den 16. og 17. oktober og præsenterede bl.a. bands som Chainsaw Eaters, Melting Walkmen, The City Kill, Obstacles, Trust, Amphipods, Cola Freaks, Skind og Ben, Shocking White, Nuclear Family og Joy. Samt foredrag af bl.a. Fritz Fatal (Fritz Bonfils) fra det originale 1980'er post-punk band "Before" og det daværende "Mental Midgets" samt filmforevisning af den sovjetiske propaganda stumfilm "Panserkrydseren Potemkin" (Sergei Eisenstein, 1925, med senere soundtrack af bl.a. Peter Peter fra punkbandet Sods og Bleeder) og experimental/horror filmen "Begotten" (Elias Merhige, 1999) samt filmen "24 Hour Party People" (Michael Winterbottom, 2002). 12" vinyl LP'en "A Scream in the Dark – 11 bands recorded live, October 2009" blev udsendt i april 2010.

### Festivalen 2010
I 2010 var festivalen udvidet til tre dage, og løb af stablen fra den 14.- 16. oktober. Den blev afholdt under navnet "A Scream in the Dark 2" i den store sal i Ungdomshuset på Dortheavej 61 i Nordvest-kvarteret i København. Festivalen præsenterede bl.a. følgende bands: Chainsaw Eaters, Melting Walkmen, Iceage, De Høje Hæle, Moonless, Trust, Town Portal, The Eudaimonia Collective, Mig og Min Ven, Sexdrome, Papir, Moknok, Fossils, Rising, Double Space og I, Mountain. Herudover var der ligesom i 2009 filmfremvisning, forfatteroplæsninger og foredrag af Christian Villum (Creative Commons Denmark), Ole Husgaard (Piratpartiet) og Mikkel Bolt (Københavns Universitet).